# Theria rupicapraria
Theria rupicapraria là một loài bướm đêm trong họ Geometridae.

## Hình ảnh

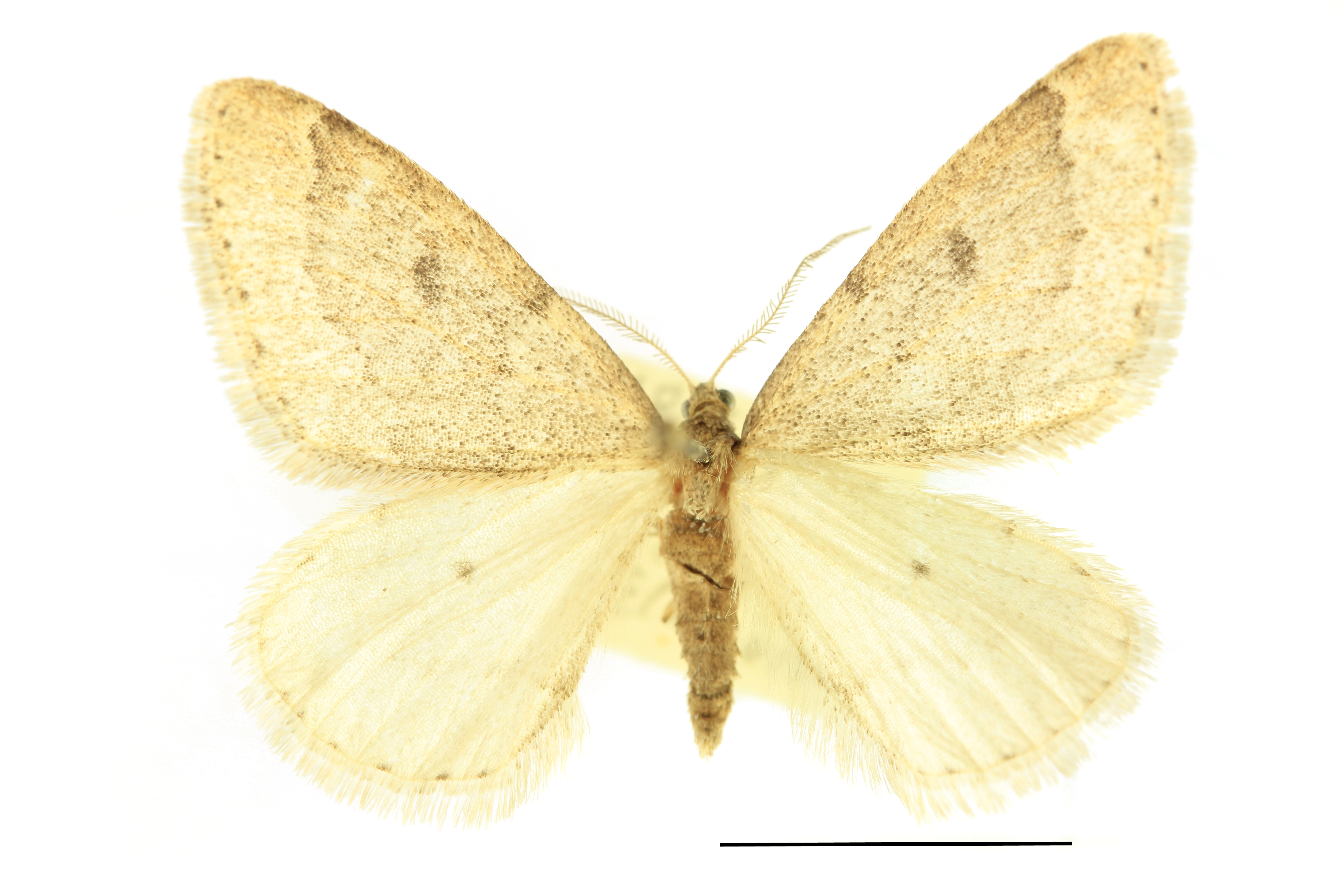